# Ліпець (Поморське воєводство)
Ліпець (пол. Lipiec) — село в Польщі, у гміні Старий Дзежґонь Штумського повіту Поморського воєводства.
Населення — 135 осіб (2011).
У 1975-1998 роках село належало до Ельблонзького воєводства.

## Демографія
Демографічна структура станом на 31 березня 2011 року:
|          | Загалом | Допрацездатний вік | Працездатний вік | Постпрацездатний вік |
| -------- | ------- | ------------------ | ---------------- | -------------------- |
| Чоловіки | 71      | 19                 | 47               | 5                    |
| Жінки    | 64      | 17                 | 36               | 11                   |
| Разом    | 135     | 36                 | 83               | 16                   |